# 不死蝶 (小説)
『不死蝶』（ふしちょう）は、横溝正史の長編推理小説。「金田一耕助シリーズ」の一つ。1953年6月から11月に雑誌『平凡』に連載された。
本作を原作として、テレビドラマ2作品が制作されている。

## 概要
本作は、1953年6月から11月に雑誌『平凡』に連載され、1958年に加筆して東京文芸社から『金田一耕助推理全集第1巻』として刊行された。
本作では『八つ墓村』と同じように鍾乳洞の中で事件が発生する。作者は『八つ墓村』執筆の際に、モデルとして紹介してもらった村の近くに鍾乳洞があり、以前に海外作品の『鍾乳洞殺人事件』という作品を読んだことがあることから、俄然興味が盛り上がったと述べており、本作の冒頭においても、舞台となる射水に鍾乳洞が多いと聞いた金田一に『八つ墓村』のことを思い出させている。
なお、本作の舞台の「信州の射水」は架空の地名で、富山県の射水市とは無関係である。金田一は射水を訪れるのは初めてで、神崎署長とも初対面だが、「『犬神家の事件』の際に大働きをやってのけたので、信州の警察界では尊敬の念をもって、その名を記憶されている」ことから、事件が起きた際、神崎署長は初めから金田一に助言を仰いでいる。
また、本作で扱われる23年前という過去の事件とそれに関連して起こる現在の新たな殺人事件という設定は、本作の1 - 2年前から見られる傾向があり、19年前の殺人事件と現在の殺人事件を扱った『女王蜂』（『キング』1951年6月号 - 1952年5月号）、3年前の失踪事件と現在の殺人事件を扱った短編作品『鴉』（『オール讀物』1951年7月号）、17年前の失踪事件と現在の殺人事件を扱った中編作品『幽霊座』（『面白倶楽部』1952年11月号－12月号）などに続くものである。

## あらすじ
金田一耕助は、信州の射水という町に住む矢部杢衛から「さる人物について調査していただきたい」との依頼を受ける。折りしも射水には、ブラジルのコーヒー王アルフォンゾ・ゴンザレスの養女・鮎川マリが母の君江と滞在中で、新シンデレラ姫と大きなニュースになっており、金田一は彼女に近づきになれるかも知れないと思いながら出立の準備を進める。ところが出発当日の朝、「射水に来てはならぬ。生命が惜しいと思ったら射水の町に近寄るな。」という脅迫状が届く。
大いに興味と闘志をかき立てられた金田一は、射水に向かう汽車の車中、頬にうすい傷痕のある男に話しかけられる。金田一は、同じ車中の百姓と男との会話から、矢部杢衛の次男の英二が23年前に鍾乳洞の中で殺されたこと、男が死体の発見者であったこと、玉造家の娘の朋子が英二を殺して底なし井戸に飛び込んだこと、玉造家と矢部家はともに射水きっての名家だが、先祖代々互いに敵同士としていがみあっていることなどの事情を知る。
射水に着いた金田一は、矢部家に向かう途中、異国風の教会の前に集まっている人々から、ちょうど鮎川君江が教会にお参りしており、君江とマリが玉造家に滞在していることを聞く。さらに、教会から出てきた君江を見た頬に傷痕のある男が「と、朋子！」と叫ぶのを聞く。
そうして矢部家に着いた金田一は、主の杢衛から、鮎川君江の身許調査を依頼される。23年前に英二を殺した玉造朋子が、その後自殺したように見せかけて生き延びていて、それが今、鮎川君江として帰ってきているのに違いないと、杢衛は主張する。頬に傷痕のある男（矢部家の遠い親戚の古林徹三）が、君江を見て「朋子」と呼んだことと思い合わせた金田一は、激しく胸が騒ぐのを覚える。
一方、玉造家では、鮎川マリがパーティの準備に余念のないところに、「母をつれてこの土地を去れ。ここにいることは、おまえやおまえの母のためにならぬと知れ。」との脅迫状じみた手紙を受け取る。そして、朋子の姪の由紀子から、23年前の事件の話を聞く。
朋子は敵同士の相手の矢部家の長男、慎一郎と恋仲になり、鍾乳洞の奥で落ち合って駆落ちしようとしていたところ、それが杢衛に知れる。杢衛は慎一郎と現在その妻となっている峯子を結婚させようとしていたこともあって激怒、慎一郎を閉じ込めるとともに次男の英二に朋子を連れて来させようとしたが、英二が殺されてしまったのだという。しかも、その手には朋子の着物の片袖が握られていたのだという。容疑をかけられた朋子が語るには、英二につかまり必死に逃げようと抵抗しているうちに、片袖がちぎれたもので、殺してなどいないということだった。だが、警察が頭から朋子が犯人に違いないと引っ張っていこうとしたため、絶望のあまり鍾乳洞に飛び込んで自殺したのだと。しかし、底なしの井戸に身を投げたらしい朋子の死骸は見つからず、しかも井戸の側に「あたしはいきます。でも、いつかかえってきます。蝶が死んでも、翌年また、美しくよみがえってくるように。」との書置きが残されていたという。
そして、マリ主催のパーティが開かれたが、その席に君江は病気を理由に欠席、杢衛は君江を挨拶に出させるようしつこく主張し、マリが折れて家庭教師の河野朝子に君江を呼びに行かせたが、いつまでたっても君江は姿を現わさない。不審に思い部屋に行ってみると2人とも部屋におらず、行方が分からなかった。そこへ由紀子がベランダから駆け込んできて、君江が林の向こうの鍾乳洞の方に向かっていくのを見たと言い、戻ってきた河野も君江を捜しに行って鍾乳洞の入口で君江の銀の十字架を拾ったと話したことから、一同で君江の後を追って鍾乳洞へ捜しに出かけることになった。
鍾乳洞の入口には君江のものと思われる靴跡と、他にもう一つサンダルの跡を見つける。由紀子はそれが兄の康雄のものかも知れないと言う。実は康雄は、都とパーティを抜け出して逢引していたところ、君江らしき黒衣婦人を見て後を追っていったのであり、由紀子はそれを都から聞いて知っていたのだ。杢衛は、君江が底なしの井戸に向かったのに違いないと主張し、足跡もそちらへ向かっていることから一同が井戸に進んでいくと、鳥打帽をかぶった洋服姿の男の影を認め、警察署長の神崎やマリとブラジルから護衛に連れてきたカンポら他の者たちがその後を追っていき、あとには金田一と杢衛、由紀子の3人が残された。
杢衛は男の正体を知っているらしく驚いた様子であったが、3人がそのまま井戸の方に向かっていくと、断崖の向こうの底なしの井戸の側にカンテラを持つマリの顔に似た黒衣の女を見つけ、杢衛は「朋子だ！」と叫んで由紀子の手から懐中電灯を奪って走り出して行ってしまった。金田一と由紀子が蝋燭をかざしながら進むと、マリとカンポが合流し、一同がさらに進んでいくと、洞窟の奥から杢衛の怒りに満ちた声と、「ひいッ！」という女の悲鳴が、さらに間を置いて男の悲鳴が聞こえてきた後、洞内は静まり返ってしまった。
マリのかざす懐中電灯で底なしの井戸まで進むと、井戸の向こうに鍾乳石で刺し殺された杢衛が見つかった。その手には、君江がかぶっていた大きな紗のベールがつかまれていた……。

## 登場人物
金田一耕助（きんだいち こうすけ）
私立探偵。
矢部杢衛（やべ もくえい）
矢部家の当主。70歳ぐらい。金田一の依頼人。人望があるが、玉造家には仇敵として敵対感情を露わにする。実は、当主になる前の惣領息子の頃、当時は玉造家の一人娘であった現当主・乙奈と激しい恋に落ち、矢部家の相続権を捨ててまでも乙奈との結婚を望み、その方向に話は進んで纏まると信じて疑わなかったが、乙奈が別の男性を婿に迎えて裏切ったため、玉造家と乙奈を深く憎悪して慎一郎と朋子の仲も引き裂くことに躊躇はなかった。玉造家の人間は誰もが腹黒いと言い放つほどに憎む。
矢部慎一郎（やべ しんいちろう）
杢衛の長男。50歳に近い。色は浅黒く背の高い、男振りも風采も申し分のない良い男。学究肌の性格。
矢部峯子（やべ みねこ）
慎一郎の妻。色白の美人だが、愛嬌に乏しく見識ぶった女。ヒステリー気味でキーキー声を張り上げ、23年を経ても朋子を愛し続ける慎一郎に拒まれ、夫婦とは名ばかりの状況に苛立っている。
矢部都（やべ みやこ）
慎一郎の娘。えくぼの可愛い美人。18、9歳。どこか沈んで、淋しそうな陰がある。玉造家の康雄と恋仲。
矢部英二（やべ えいじ）
杢衛の次男。23年前に鍾乳洞の中で殺害された。
宮田文蔵（みやた ぶんぞう）
峯子の兄。45、6歳。矢部家の番頭格。口数少なく、如才ないところのある人物。
古林徹三（ふるばやし てつぞう）
満州から20数年ぶりに引揚げてきた矢部家の遠い親戚。45、6歳。頬に傷痕がある。英二の死体の発見者。
玉造朋子（たまつくり ともこ）
玉造家の娘。長女。慎一郎と恋仲だった。英二殺害の容疑者。鍾乳洞の「底なし井戸」に投身自殺したと見なされている。
玉造乙奈（たまつくり おとな）
玉造家の当主。朋子の母。73歳。やせ衰えて人の肩につかまらないと歩行もままならないが、誇り高く威厳に満ちている。杢衛が殺された際、その遺体を前に嗚咽を漏らして周囲を驚かせた。家を守るために杢衛を裏切り婿を迎えて矢部家と長い戦いを繰り広げ、娘をも犠牲にする結果を招いてしまう。
玉造由紀子（たまつくり ゆきこ）
乙奈の孫、朋子の姪。高校生。16、7歳。ロイド眼鏡をかけている。
玉造康雄（たまつくり やすお）
由紀子の兄、朋子の甥。哲学者のように気むずかしそうな青年。都と恋人同士。
田代幸彦（たしろ ゆきひこ）
康雄の大学以来の親友。ブラジルに招聘されたテニスのチャンピオンで、屈託のないお坊ちゃん気質。マリとは顔見知り。
鮎川マリ（あゆかわ マリ）
ブラジルのコーヒー王アルフォンゾ・ゴンザレスの養子。日系2世でブラジル名は「マリーナ・ゴンザレス」。20歳前後。聡明で勇気と優しさに満ち溢れた美女で、善良な性質。玉造家に滞在している。
鮎川君江（あゆかわ きみえ）
マリの母。長年、ゴンザレス家の家事取締役を務めている。
河野朝子（こうの あさこ）
マリの家庭教師。34歳。内から滲み出る知性が、容貌を上品でしっとりと落ち着いたものにしている。
カンポ
君江とマリの用心棒。ポルトガル人とインディアンの「マメルコ」と呼ばれる混血の青年。身の丈六尺の長身。
パウル
ニコラ神父の前任者である神父。23年前、矢部英二殺害の犯人とされた玉造朋子を我が子のように慈しんでおり、事件から10日ほど経った頃、任期の終了によりスペイン本国に帰国した。矢部家ではその際、朋子を連れ立って助けたのではないかと疑惑を持っている。
アルフォンゾ・ゴンザレス
ブラジルのコーヒー王と呼ばれるスペイン系ブラジル人の大富豪。マリの養父。サン・パウロ州にコーヒー園を営む他に、有名なダイヤモンド鉱山を所有している。マリの母・君江の才覚を認めてゴンザレス家の家事取締役に任じ、彼女を女性としても深く愛して求婚するが断られる。しかし、マリを娘として愛しているので養子縁組により正式に後継者に据えた。
立花（たちばな）
射水町の町長。
ニコラ
教会の神父。任期を終えたパウル神父に代わり、射水の教会に赴任した。
神崎（かんざき）
射水警察署署長。
江藤（えとう）
警部補。

## テレビドラマ

### 1978年版
TBSで『横溝正史シリーズII』の第4作として1978年7月1日から7月15日まで放送。全3回。
1955年（昭和30年）の設定。根幹をなす設定やトリックは原作通りだが、以下のような差異がある。
- 金田一は日和警部の先輩にあたる射水署長から日和を通して杢衛の依頼を請けた。日和も休暇を取って追いかけてきて、署長が頼りないといって自分が捜査に乗り出す。
- 田代という人物は登場するが、康雄の親友で事件現場にも居合わせるという設定は一切無く、特ダネに目の色を変える「信州タイムス」の記者である。金田一は原作通り古林と同じ汽車に乗り合わせるが特に接触は無く、到着するなり田代の強引な取材を受けて逃げ出す。
- 玉造家の人々は康雄を除いて死亡している。康雄は自動車修理工として働いており、マリの自動車を修理したことをきっかけにマリの計画に協力することになる。杢衛と乙奈が若いころ恋人であった設定は原作通りだが、乙奈という名は示されない。マリたちは玉造家が手放した別荘を不動産屋から買い取って逗留していた。マリが脅迫状を受け取ったり由紀子から諸事情を聞き出したりする原作の展開に相当する場面は無い。
- 矢部家と玉造家は共に射水の町を拓いた関係だが、4代前に玉造家が矢部家の排除を企んだ（玉造家は先に仕掛けたのは矢部家の方だと主張していた）ことで対立するようになった。
- 鍾乳洞内の捜索活動の詳細描写、文蔵のアリバイに関する設定は省略されている。康雄、田代、カンポは最後の鍾乳洞内での展開には関わらない。峯子が文蔵の指を噛み切る展開は無く、文蔵は金田一たちの目前で底なし井戸に身を投げる。
- 矢部建材を実質的に仕切っていた文蔵が事業を完全に乗っ取ろうとした犯行という結論で捜査が終結したあと、金田一が真実は酷いと断ったうえで、自分の推理をマリに語る（原作のように東京へ移動はしていない）。
- 峯子と文蔵が死亡する最後の展開に先立って、金田一は慎一郎の協力を得て康雄に都を連れて東京へ行かせる。金田一はマリに真相を語ったあと慎一郎に対面させ、慎一郎はマリが康雄をブラジルに連れて行くつもりだと聞いて都のこともマリに託す。

キャスト
- 金田一耕助 - 古谷一行
- 日和勇 - 長門勇
- 鮎川マリ（ブラジルのコーヒー王アルフォンゾ・ゴンザレスの養女） - 竹下景子
- 玉造朋子 - 竹下景子（2役）
- 玉造康雄（玉造朋子の甥） - 江木俊夫
- 矢部都（慎一郎の娘） - 栗田ひろみ
- 田代（記者） - 山本紀彦
- 矢部杢衛（矢部家当主） - 小沢栄太郎
- 神崎（射水署署長） - 浜田寅彦
- 古林徹三（矢部家の遠縁） - 松山照夫
- 矢部慎一郎（杢衛の長男） - 山本昌平
- 河野朝子（マリの家庭教師） - 松村康世
- カンポ（マリと母・君江の用心棒） - ジョン・パーム
- 矢部英二（杢衛の次男） - 新田章
- 矢部峯子（慎一郎の妻） - 岩崎加根子
- 宮田文蔵（峯子の兄） - 植木等

スタッフ
- 企画 - 角川春樹事務所、毎日放送
- プロデューサー - 青木民男（毎日放送）、香取擁史、西岡善信
- 脚本 - 野上龍雄、米田いずみ
- 撮影 - 渡辺貢
- 照明 - 美間博
- 美術 - 西岡善信
- 衣装 - 伊藤なつ
- 美粧 - 竹村浩二
- 結髪 - 石井ヱミ
- 協力 - 京都衣装、山崎かつら、京阪商会、高津商会
- 衣装協力 - きもの 英（はなぶさ）
- 現像 - 東洋現像所
- 音楽 - 真鍋理一郎
- 主題歌 - 茶木みやこ「あざみの如く棘あれば」
- 監督 - 森一生
- 制作 - 毎日放送、大映京都、映像京都

| 毎日放送 横溝正史シリーズII           | 毎日放送 横溝正史シリーズII       | 毎日放送 横溝正史シリーズII       |
| 前番組                                | 番組名                            | 次番組                            |
| ------------------------------------- | --------------------------------- | --------------------------------- |
| 仮面舞踏会 （1978年6月3日 - 6月24日） | 不死蝶 （1978年7月1日 - 7月15日） | 夜歩く （1978年7月22日 - 8月5日） |

### 1988年版
TBS系でザ・ロードショー『名探偵・金田一耕助シリーズ7 不死蝶』として1988年2月2日に放送。
原作とは以下のような差異があるが、それ以外の部分は原作に忠実で、原作の科白も多く残されている。
- 金田一は直前の事件に忙殺されていて鮎川マリ来日のニュースを知らなかった。
- 神崎は署長ではなく射水警察署捜査課長で階級は警部である。
- 田代幸彦は登場しない。金田一が私立探偵であることは杢衛が呼び寄せたことが知れ渡ると同時に知られており、最初の鍾乳洞内探検での田代の役割は神崎警部が担っている。
- 杢衛と乙奈が過去に恋仲であった設定は無い。
- 峯子が「ヒステリー気味でキーキー声を張り上げ」る設定、由紀子が「ロイド眼鏡をかけている」設定、カンポが「身の丈六尺の長身」という設定は無い。
- マリ主催パーティに君江が姿を見せないことに杢衛が不満を示して雰囲気が悪くなったので、マリがタンゴの踊りを披露し、金田一が見事にパートナーを務める。これをきっかけにマリは金田一に恋をし、事件解決後にブラジルへ帰る際に同行を誘うが、金田一は誘いの言葉を最後まで言わせずに退去する。
- 杢衛殺害後、都は23年前の慎一郎と同じ土蔵に幽閉されるが、文蔵が逃がし、マリたちの助けで康雄とボートで対岸へ渡り、東京へ駆け落ちする。この際、峯子が差し向けた追っ手をカンポが撃退する。
- 君江を探しての再度の鍾乳洞捜索は無く、古林は湖上にいるところを文蔵に弓矢で射殺される。それに先立って君江に扮した人物が教会近くに現れた設定は無い。
- ニコラ神父は冒頭の礼拝と君江のコンパクト返却を金田一に依頼する場面にしか登場しない。杢衛殺害時に古林を発見し確保したのは射水署の刑事たちであり、教会側への出口は特に関係しない。
- 峯子は洞内河岸ではなく通常の洞内で殺害されており、着衣も替えられていない。犯人の指を噛み切った設定も無い。

キャスト
- 金田一耕助 - 古谷一行
- 矢部峯子 - 宮下順子
- 宮田文蔵 - 神山繁
- 矢部杢衛 - 内田朝雄
- 鮎川マリ/君江（二役） - 有森也実
- 矢部都 - 佐倉しおり
- 矢部慎一郎 - 清川新吾
- 矢部英二 - 野村昇史
- 玉造乙奈 - 進藤幸
- 玉造由紀子 - 宿利千春
- 玉造康雄 - 大野正敏
- 河野朝子 - 川島美津子
- カンポ - ウガンダ・トラ
- 神崎警部 - 矢崎滋
- 古林徹三 - 勝部演之
- 汽車の乗客 - 藤木悠

スタッフ
- 企画 - 大下晴義
- プロデューサー - 大下晴義
- 脚本 - 江連 卓
- 音楽 - 渡辺岳夫
- 撮影 - 野田悌男
- 照明 - 宮崎清
- 美術 - 西亥一郎
- 録音 - 宮本久幸
- 編集 - 奥原茂
- 製作協力 - にっかつ撮影所、かとう企画
- 企画協力 - 角川春樹事務所
- 監督 - 西村昭五郎
- 製作 - 東阪企画、TBS